# Zhuang (språk)

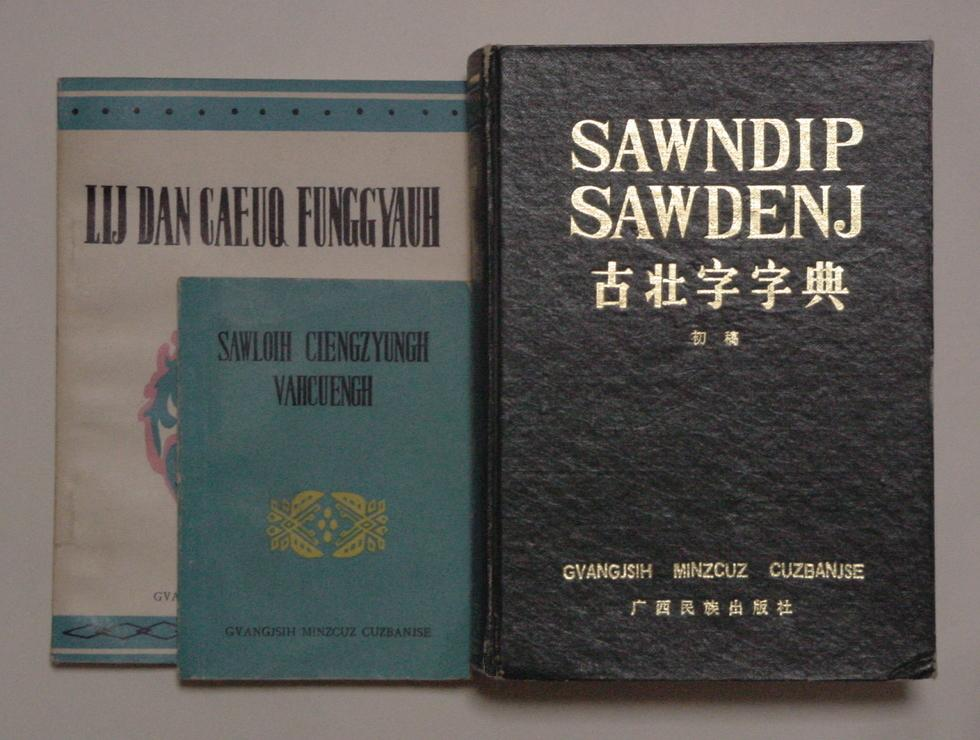
Böcker på zhuang

Zhuang är ett tai–kadaispråk som talas i autonoma regionen Guangxi samt i autonoma häradet Lianshan i Guangdong-provinsen i Folkrepubliken Kina. Antalet talare är sammanlagt omkring 14 000 000 personer. Zhuang, som är ett taispråk och därmed i släkt med språk som thai och laotiska, är officiellt språk i båda dessa områden. Standardiserad zhuang bygger på dialekten som talas i Wuming. Zhuang utgör ett dialektkontinuum med buyei som i Kina ses som ett eget språk. Det är ett tonspråk med sex olika toner i öppna stavelser och två i slutna stavelser.

## Skriftsystem
Zhuang skrevs traditionellt med en logografisk skrift kallad sawndip. Vissa tecken lånades direkt från den kinesiska skriften medan andra skapades efter kinesiskt mönster. Tillvägagångssättet påminner om den vietnamesiska chữ nôm och båda har en mer än tusenårig historia.
Först 1957 fick språket ett eget skriftspråk baserat på latinsk skrift. Skriften innehöll en blandning av latinska och kyrilliska bokstäver samt IPA-tecken och modifierade siffror. År 1986 genomfördes en stavningsreform som, för att underlätta vid datoranvändning och tryckning, ersatte icke-latinska bokstäver med latinska.

### Vokaler
| 1957 | A a | Ə ə   | I i | E e | O o | Oe oe | U u | Ɯ ɯ |
| 1986 | A a | Ae ae | I i | E e | O o | Oe oe | U u | W w |
| ---- | --- | ----- | --- | --- | --- | ----- | --- | --- |
| IPA  | /a/ | /æ/   | /i/ | /e/ | /o/ | /ɔ/   | /u/ | /ɯ/ |

### Konsonanter
| 1957 | B b | D d   | G g   | C c   | By by | Ƃ ƃ   | Ƌ ƌ   | Gv gv   | Y y | Gy gy | M m |  |
| 1986 | B b | D d   | G g   | C c   | By by | Mb mb | Nd nd | Gv gv   | Y y | Gy gy | M m |  |
| ---- | --- | ----- | ----- | ----- | ----- | ----- | ----- | ------- | --- | ----- | --- |  |
| IPA  | /p/ | /t/   | /k/   | /ʃ/   | /pj/  | /mb/  | /nd/  | /kv/    | /j/ | /kj/  | /m/ |  |
| 1957 | N n | Ŋ ŋ   | Ny ny | My my | F f   | S s   | H h   | Ŋv ŋv   | V v | L l   | R r |  |
| 1986 | N n | Ng ng | Ny ny | My my | F f   | S s   | H h   | Ngv ngv | V v | L l   | R r |  |
| IPA  | /n/ | /ŋ/   | /ɲ/   | /mj/  | /f/   | /s/   | /h/   | /ŋv/    | /v/ | /l/   | /ʁ/ |  |

### Toner
| 1957 | *    | Ƨ ƨ  | З з | Ч ч  | Ƽ ƽ  | Ƅ ƅ |
| 1986 | *    | Z z  | J j | X x  | Q q  | H h |
| ---- | ---- | ---- | --- | ---- | ---- | --- |
| IPA  | /˨˦/ | /˧˩/ | /˥/ | /˦˨/ | /˧˥/ | /˧/ |

* Ingen markering används för första tonen.